# Barbonne-Fayel
Barbonne-Fayel [baʁbɔn fajɛl] est une commune française, située dans le département de la Marne en région Grand Est.

## Géographie
Barbonne-Fayel compte plusieurs dépendances : La Cense Baugé, à 2 km au sud-ouest, le hameau de Lancourt, la Raccroche de Lancourt, le Moulin, la Commanderie Fayel, Chanat, le faubourg-Saint-Pierre, le faubourg-Saint-Antoine, le Mesnil, Vauchevert (la vallée des Chèvres).
|               | Saudoy                                        |                                       |
| La Forestière | Barbonne-Fayel                                | Queudes                               |
|               | Fontaine-Denis-Nuisy, Saint-Quentin-le-Verger | Villeneuve-Saint-Vistre-et-Villevotte |

### Transport
La gare de Barbonne-Fayel, aujourd'hui (2008) désaffectée.

### Hydrographie

#### Réseau hydrographique
La commune est dans la région hydrographique « la Seine de sa source au confluent de l'Oise (exclu) » au sein du bassin Seine-Normandie. Elle est drainée par le ru de Choisel, le Fossé 01 de la commune de Barbonne-Fayel, le Fossé 01 du Chemin des Lorrains, le Fossé 01 du Grand Carré, le Fossé 05 de la commune de la Forestière et le Fossé 06 de la commune de la Forestière,.
Le ru de Choisel, d'une longueur de 15 km, prend sa source dans la commune  et se jette  dans l'Aube à Anglure, après avoir traversé six communes. 

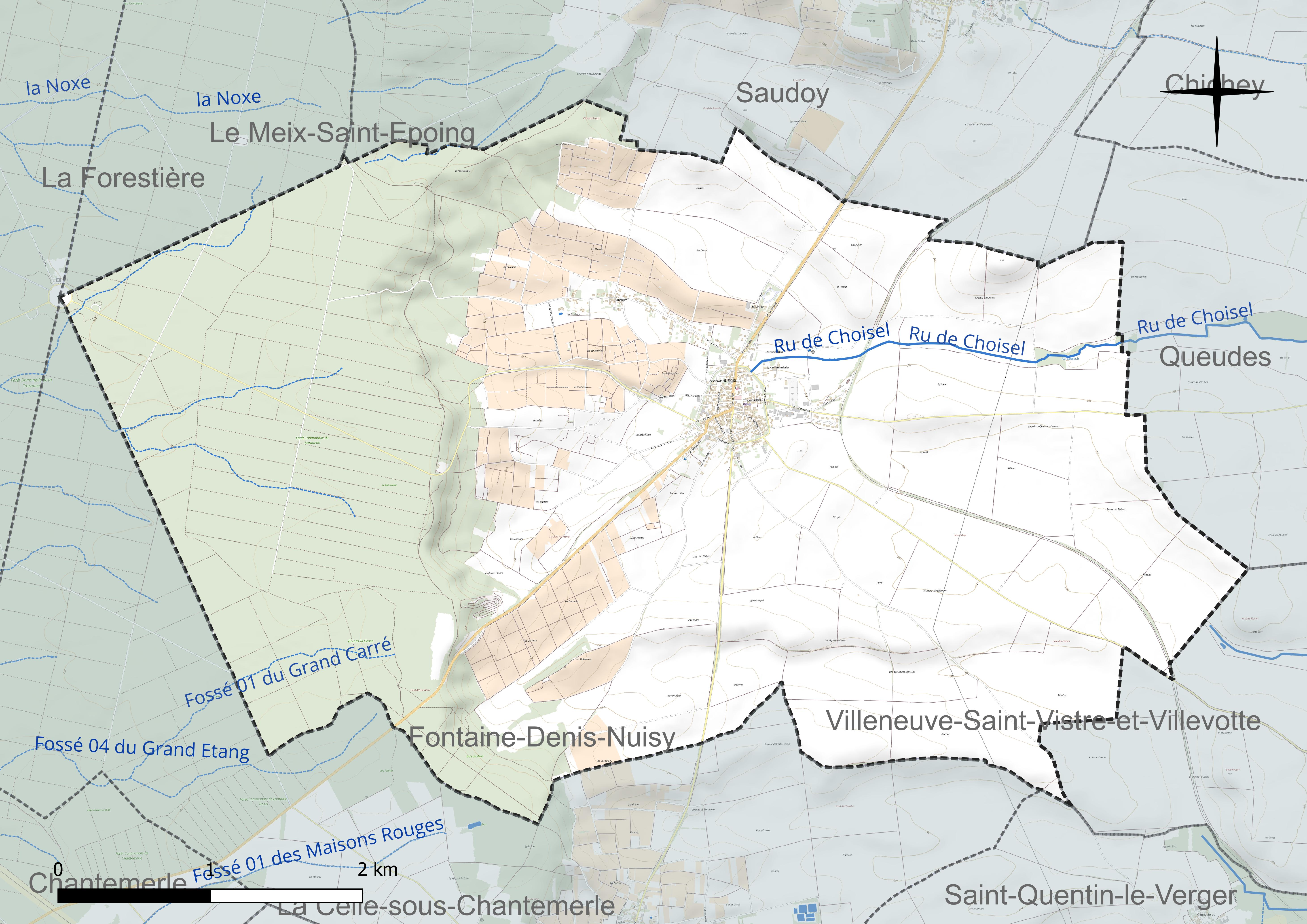
Réseau hydrographique de Barbonne-Fayel.

#### Gestion et qualité des eaux
Le territoire communal est couvert par le schéma d'aménagement et de gestion des eaux (SAGE) « Bassée Voulzie ». Ce document de planification concerne le territoire du bassin versant de l'Armançon qui s’étend sur 1 710 km2 et se répartit sur trois départements (l'Aube, l'Yonne et la Marne). Le périmètre a été rrêté le 2 septembre 2016, le diagnostic  a été validé le 29 novembre 20220. La structure porteuse de l'élaboration et de la mise en œuvre est le Syndicat mixte ouvert de l’eau potable, de l’assainissement collectif, de l’assainissement non collectif, des milieux aquatiques et de la démoustication (SDDEA). 
La qualité des cours d’eau peut être consultée sur un site dédié géré par les agences de l’eau et l’Agence française pour la biodiversité. 

### Climat
Pour des articles plus généraux, voir Climat du Grand Est et Climat de la Marne.
En 2010, le climat de la commune est de type climat océanique dégradé des plaines du Centre et du Nord, selon une étude du Centre national de la recherche scientifique s'appuyant sur une série de données couvrant la période 1971-2000. En 2020, Météo-France publie une typologie des climats de la France métropolitaine dans laquelle la commune est exposée à un climat océanique altéré et est dans la région climatique  Nord-est du bassin Parisien, caractérisée par un ensoleillement médiocre, une pluviométrie moyenne régulièrement répartie au cours de l’année et un hiver froid (3 °C). 
Pour la période 1971-2000, la température annuelle moyenne est de 10,7 °C, avec une amplitude thermique annuelle de 15,7 °C. Le cumul annuel moyen de précipitations est de 741 mm, avec 11,7 jours de précipitations en janvier et 7,8 jours en juillet. Pour la période 1991-2020, la température moyenne annuelle observée sur la station météorologique de Météo-France la plus proche, « Esternay-Man », sur la commune d'Esternay à 13 km à vol d'oiseau, est de 10,9 °C et le cumul annuel moyen de précipitations est de 780,5 mm. 
La température maximale relevée sur cette station est de 42,5 °C, atteinte le 25 juillet 2019 ; la température minimale est de −25 °C, atteinte le 14 février 1956,,. 
Les paramètres climatiques de la commune ont été estimés pour le milieu du siècle (2041-2070) selon différents scénarios d'émission de gaz à effet de serre à partir des nouvelles projections climatiques de référence DRIAS-2020. Ils sont consultables sur un site dédié publié par Météo-France en novembre 2022.

## Urbanisme

### Typologie
Au 1er janvier 2024, Barbonne-Fayel est catégorisée commune rurale à habitat dispersé, selon la nouvelle grille communale de densité à sept niveaux définie par l'Insee en 2022.
Elle est située hors unité urbaine. Par ailleurs la commune fait partie de l'aire d'attraction de Sézanne, dont elle est une commune de la couronne,. Cette aire, qui regroupe 37 communes, est catégorisée dans les aires de moins de 50 000 habitants,.

### Occupation des sols
L'occupation des sols de la commune, telle qu'elle ressort de la base de données européenne d’occupation biophysique des sols Corine Land Cover (CLC), est marquée par l'importance des territoires agricoles (62,8 % en 2018), une proportion sensiblement équivalente à celle de 1990 (62,5 %). La répartition détaillée en 2018 est la suivante : 
terres arables (49,8 %), forêts (34,7 %), cultures permanentes (11,9 %), zones urbanisées (2,6 %), zones agricoles hétérogènes (1 %). L'évolution de l’occupation des sols de la commune et de ses infrastructures peut être observée sur les différentes représentations cartographiques du territoire : la carte de Cassini (XVIIIe siècle), la carte d'état-major (1820-1866) et les cartes ou photos aériennes de l'IGN pour la période actuelle (1950 à aujourd'hui).

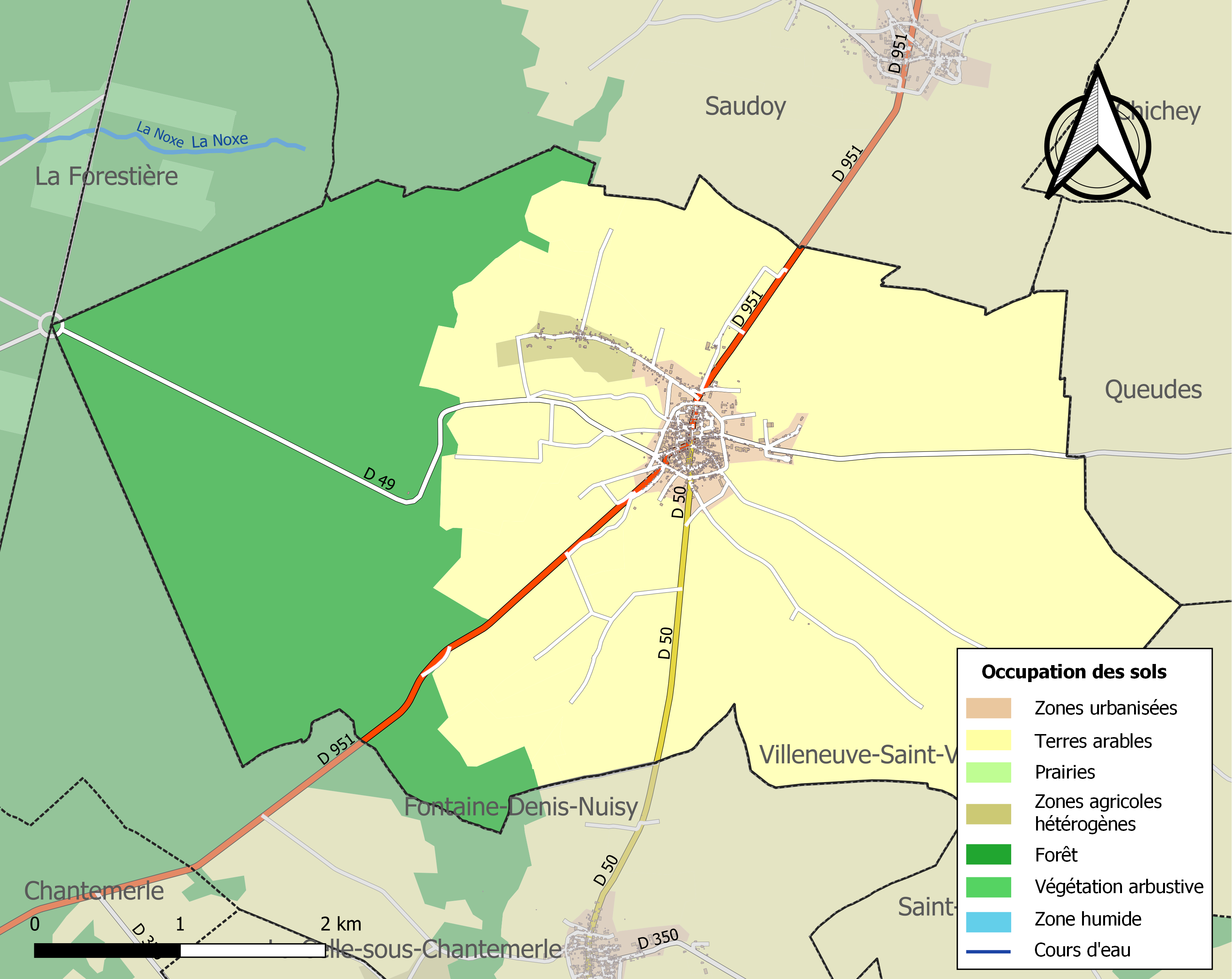
Carte des infrastructures et de l'occupation des sols de la commune en 2018 (CLC).

## Toponymie
Barbonne est attesté sous la forme Barbonia (1143) ; Berbona (1145) ; Barbona (1164) ; Barbonia (1179) ; Barbone (commencement du XIIIe siècle).

Commune formée en 1845 de l'union des anciennes communes de Barbonne et de Fayel.
Fayel, ancien village de la commune, est attesté sous la forme Faiel (1146) ; Faiellum (1199) ; Fayellum (1381).

Fayel est issu du latin Fagus, « hêtre ». De l'oïl faï « bois de hêtres » et du suffixe diminutif -el, « petit bois de hêtres ».  
Le nom de la localité est attesté sous la forme Barbonne-Fayel en 1860.

## Histoire
La présence de templiers y est attestée dès le début du XIIe siècle sur le site de Fayel. Ils fondent un peu plus tard la commanderie de Barbonne qui se trouvait sur l'emplacement de l'actuelle mairie.
Plusieurs incendies ravagèrent Barbonne :
- 1590, seul témoignage : une inscription sur une maison de la rue du Prétoire : J'ai été brûlé en 1590 ;
- 19 janvier 1624 ;
- 10 février 1637 : 12 maisons brûlées ;
- 29 novembre 1698 ;
- 25 avril 1705 : mort du premier marguillier d'honneur, Hardy ;
- 27 mars 1720 : 80 maisons brûlées ;
- 27 août 1730 : 150 maisons incendiées ;
- 1827 : 5 maisons brûlées.

Il y avait des fortifications et donc des portes : 
- au nord : porte Saint-Antoine, ou de l'Orme ;
- à l'est : porte Saint-Antoine ou de Fayel ;
- au sud-ouest : porte Saint-Jacques ;
- et à l'ouest : porte Saint-Michel.
- Liste des curés de Barbonne : Jehan Plansson qui décède en 1530, Guillaume Huguier de 1530 à 1543, Pierre Choignet de 1543 à 1550, Antoine Choignot (frère du précédent) de 1550 au 19 février 1566, Nicolas Collard de février 1566 à juillet 1566, Sébastien Simard de 1566 à juin 1594, Nicolas Letondeur de 1594 à 1602, Nicolas Desrieux de 1602 à 1611, Jehan Ragon de 1611 à 1645, Jacques Cynart de 1645 au 10 août 1651.
- Selon l'abbé Millard, il y avait à Barbonne, au Moyen Âge, un hôpital nommé Saint-Jacques-du-Haut-pas[21].

### L'ancienne commune de Fayel
En avril 1845, la commune de Barbonne fusionne avec celle de Fayel. Les habitants de  Fayel disposent alors du droit d'affouage sur certains bois de la forêt de la Traconne. Petit à petit le village de Fayel, situé au sud-est de Barbonne, se vide de ses habitants, pour disparaitre complètement.
Selon le site EHESS la population de cette ancienne commune oscilla de 68 habitants en 1793, 88 en 1831 (maximum), puis 70 en 1841.
Les Archives départementales de la Marne conservent 6 documents  sur l'état civil de la paroisse puis  de la commune de Fayel de 1574 à 1842 :
- Un registre des baptêmes, mariages, sépultures de 1574-1791.
- Un registre des baptêmes, mariages, sépultures puis naissances, mariages décès  de 1792 à l’an X (1801-1812).
- Un registre des naissances, mariages décès de l’an XI (1802-1803) à 1842.
- Une table décennale Document généalogique en France#Table décennale de l’an XI à 1812.
- Une table décennale de 1813 à 1822.
- Une table décennale de 1823 à 1842.

## Politique et administration
| Période                                  | Période                      | Identité               | Étiquette | Qualité |
| ---------------------------------------- | ---------------------------- | ---------------------- | --------- | ------- |
| Les données manquantes sont à compléter. |                              |                        |           |         |
|                                          | 1875                         | Verseau                |           |         |
| 1876                                     |                              | Laviarde               |           |         |
| avant 1877                               | après 1879                   | Guillot                |           |         |
| 1892                                     |                              | Alfred Julien Laviarde |           |         |
| en 1913                                  | ?                            | M. Lhéritier           |           |         |
| Les données manquantes sont à compléter. |                              |                        |           |         |
| juin 1995                                | mars 2001                    | Dominique Grosjean     |           |         |
| mars 2001                                | 2014                         | Corine Hubert          |           |         |
| 2014                                     | En cours (au 4 juillet 2014) | Jean-Louis Benoist     |           |         |

## Démographie
L'évolution du nombre d'habitants est connue à travers les recensements de la population effectués dans la commune depuis 1793. Pour les communes de moins de 10 000 habitants, une enquête de recensement portant sur toute la population est réalisée tous les cinq ans, les populations de référence des années intermédiaires étant quant à elles estimées par interpolation ou extrapolation. Pour la commune, le premier recensement exhaustif entrant dans le cadre du nouveau dispositif a été réalisé en 2006.

En 2022, la commune comptait 481 habitants, en évolution de −3,8 % par rapport à 2016 (Marne : −1,19 %, France hors Mayotte : +2,11 %).
| 1793  | 1800  | 1806  | 1821  | 1831  | 1836  | 1841  | 1846  | 1851  |
| ----- | ----- | ----- | ----- | ----- | ----- | ----- | ----- | ----- |
| 1 200 | 1 291 | 1 270 | 1 204 | 1 276 | 1 316 | 1 334 | 1 473 | 1 537 |

| 1856  | 1861  | 1866  | 1872  | 1876  | 1881  | 1886  | 1891  | 1896  |
| ----- | ----- | ----- | ----- | ----- | ----- | ----- | ----- | ----- |
| 1 521 | 1 503 | 1 449 | 1 383 | 1 263 | 1 213 | 1 180 | 1 129 | 1 035 |

| 1901 | 1906 | 1911 | 1921 | 1926 | 1931 | 1936 | 1946 | 1954 |
| ---- | ---- | ---- | ---- | ---- | ---- | ---- | ---- | ---- |
| 950  | 934  | 866  | 715  | 755  | 750  | 694  | 687  | 673  |

| 1962 | 1968 | 1975 | 1982 | 1990 | 1999 | 2006 | 2011 | 2016 |
| ---- | ---- | ---- | ---- | ---- | ---- | ---- | ---- | ---- |
| 606  | 627  | 535  | 502  | 532  | 493  | 492  | 489  | 500  |

| 2021 | 2022 | - | - | - | - | - | - | - |
| ---- | ---- | - | - | - | - | - | - | - |
| 490  | 481  | - | - | - | - | - | - | - |

## Économie

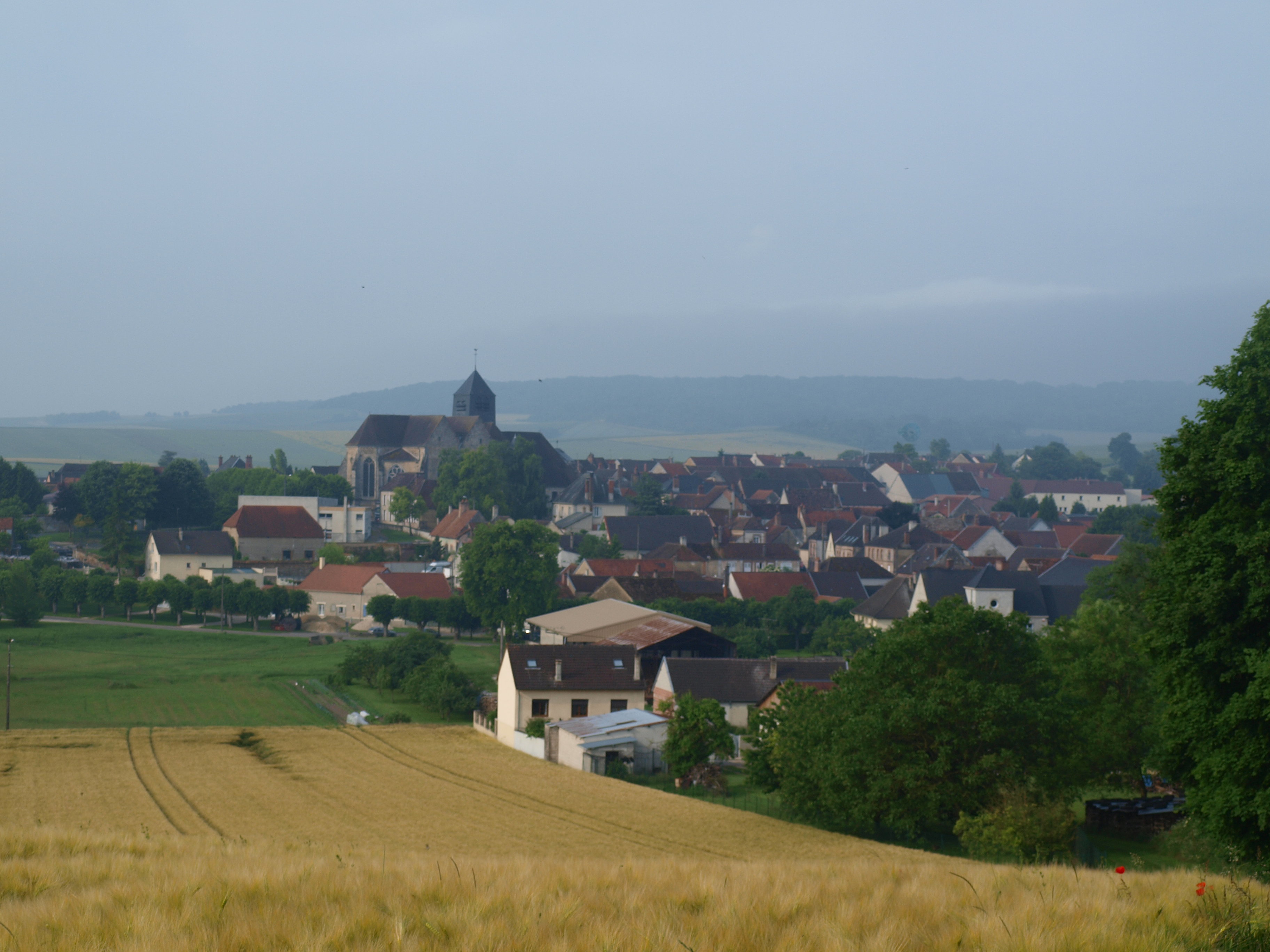
Vue générale,
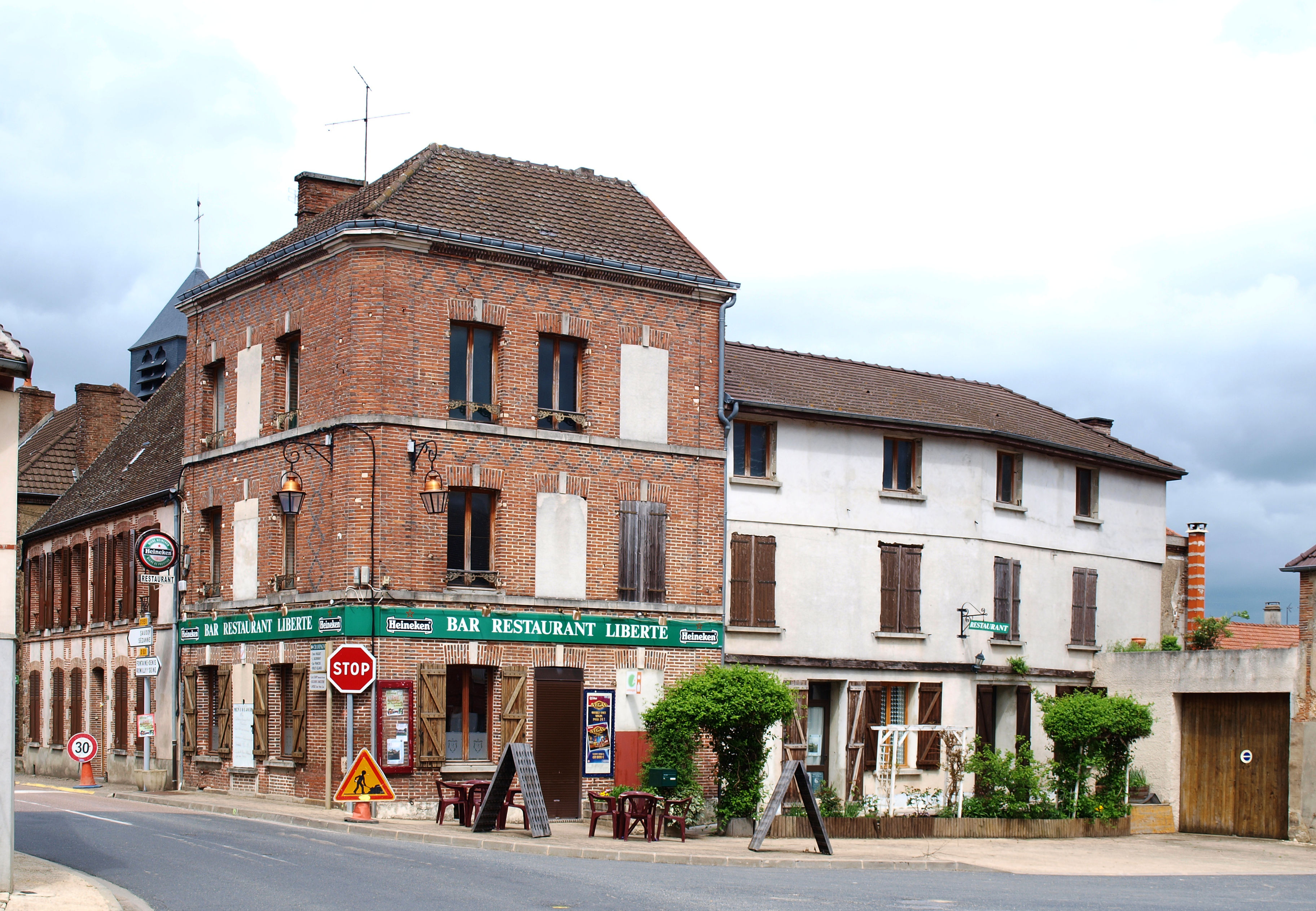
dans le village,
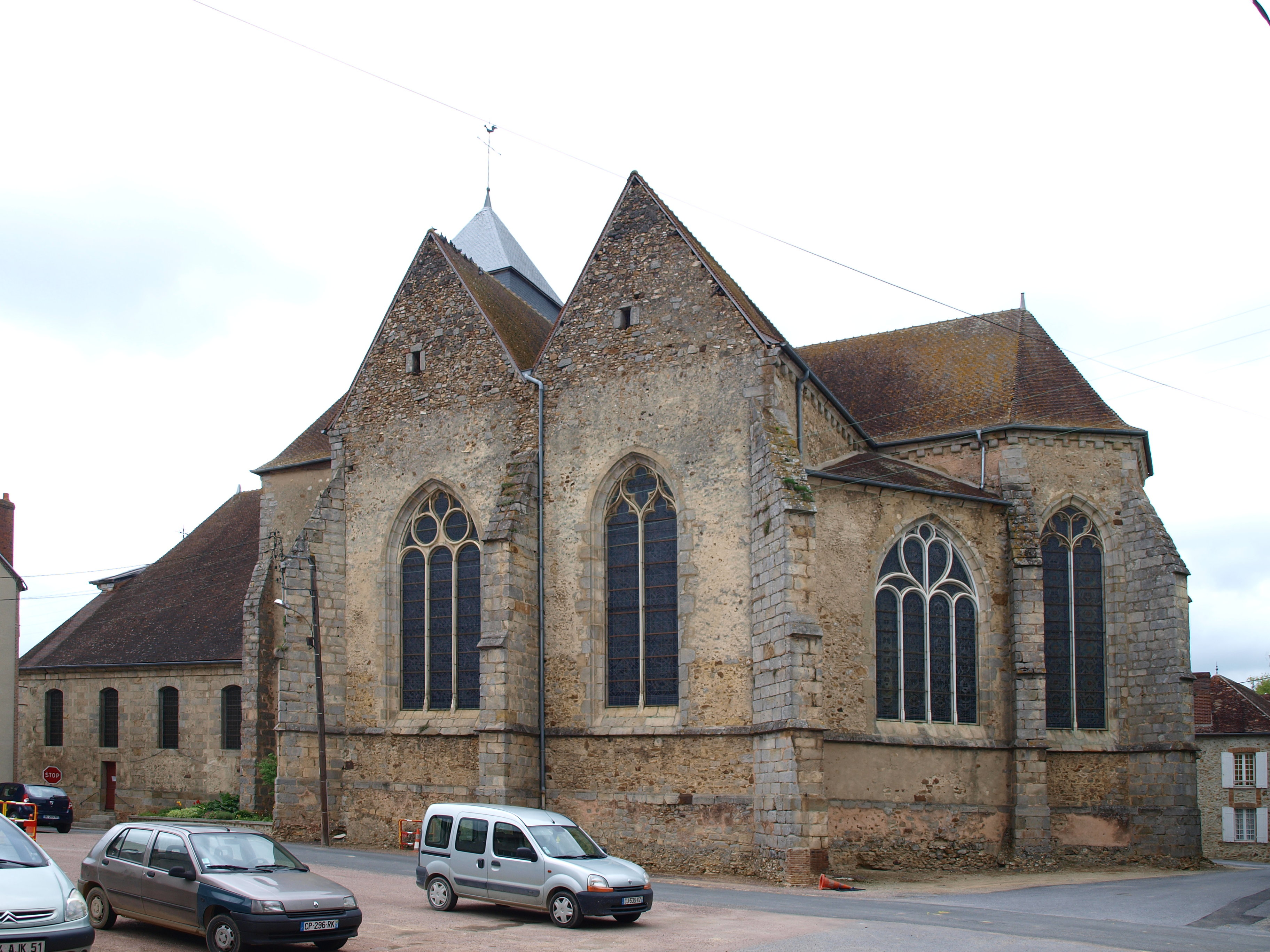
son église.

## Lieux et monuments
- Dolmen des Mardelles, classé monument historique en 1921[32].

Il y avait une commanderie de l’ordre du Temple à Barbonne. Voir à ce sujet l'article d'Édouard de Barthélemy, paru dans les Variétés historiques et archéologique sur le Châlonnais et le Rémois, Paris, Librairie Menu, 1877, Sixième série.
Monument aux morts, les sculpteurs se nomment Chrétien et Legros, l'architecte Clément. Source : site Mérimée , 

### Lavoirs
Deux lavoirs furent aménagés : la Prairie du Saussois, devis en date du 11 avril 1863, et la Ruelle Mouillard, projet en date du 12 juin 1904.

## Personnalités liées à la commune
- Ernest Delbet, né le 9 novembre 1831 à Barbonne ou à Fayel, décédé le 9 décembre 1908 à Paris fut du 3 septembre 1893 à son décès député, élu par une circonscription de Seine-et-Marne.
- Albert Demoulin (1863-1946), député des Ardennes, mort à Barbonne-Fayel.
- Georges Etienne Dollet né le 1er avril 1911 à Barbonne-Fayel, artiste peintre et poète. Chevalier des Palmes Académiques, Médaillé d'Or d'Arts-Sciences-Lettres, Médaillé d'argent du Mérite et Dévouement français, Officier du Renouveau des Arts et Lettres, cofondateur du salon Paris-Sorbonne, Président d'honneur du salon des Beaux-Arts de Montreuil, Médaillé de la Ville de Paris, Sociétaire des Grands salons de Paris. Décédé le 23 février 1997 à Romilly-sur-Seine, Aube.